# شبکه دوایر همپوشان
| شبکه دایره های مربع شکل  | شبکه دایره های مربع شکل | شبکه دایره های مربع شکل | شبکه دایره های مربع شکل | شبکه دایره های مربع شکل | شبکه دایره های مربع شکل |
| ------------------------ | ----------------------- | ----------------------- | ----------------------- | ----------------------- | ----------------------- |
| ۱+                       |                         |                         |                         |                         |                         |
| ۴                        |                         |                         |                         |                         |                         |
| ۹                        |                         |                         |                         |                         |                         |
| شبکه دوایر مربعی هم مرکز |                         |                         |                         |                         |                         |
| ۵                        |                         |                         |                         |                         |                         |
| ۱۳                       |                         |                         |                         |                         |                         |
|                          |                         |                         |                         |                         |                         |
| شبکه دایره ای مثلثی      |                         |                         |                         |                         |                         |
| ۱+                       |                         |                         |                         |                         |                         |
| ۳                        |                         |                         |                         |                         |                         |
| ۴                        |                         |                         |                         |                         |                         |
| ۷                        |                         |                         |                         |                         |                         |
| ۱۹                       |                         |                         |                         |                         |                         |
|                          |                         |                         |                         |                         |                         |

شبکه دوایر همپوشان، یک الگوی هندسی تکرار شونده از دایره هایی با شعاع برابر است که در فضای دو بعدی باهم همپوشانی دارند. معمولاً، طرح کلی بر اساس حلقه های محور مثلثی شکل (با فرم ساده دو حلقه ای با نام vesica piscis) و یا در شبکه مربعی شکل الگو از نقاط شکل می‌گیرد.
الگوهای هفت حلقه همپوشانی، در آثار باستانی تاریخی از قرن هفتم قبل از میلاد به بعد ظاهر می شوند. این طرح ها در دوره امپراتوری روم به یک ساختار زینتی غالب تبدیل می شوند و در هنرهای اسلامی قرون وسطایی؛ هم در هنر اسلامی (تزیینات گره-هنر ایرانی) و هم در هنر گوتیک ادامه دارند. به این الگوی همپوشانی در محافل عصر جدید نام «گل زندگی» داده شده است.
یکی از معروفترین نمادهای همپوشانی گل رز شش برگ است که از الگوی «هفت حلقه همپوشانی» گرفته شده است، همچنین استفاده مکرر از آن در هنرهای عامیانه آلپ در قرن ۱۷ و ۱۸ نیز به عنوان "خورشید آلپ" معروف است.

## شبکه دوایر همپوشانی سه گوش
| |
| این الگو می تواند به طور نامحدود گسترش یابد، که در اینجا با حلقه های شش ضلعی از حلقه های ۱ ، ۷ ، ۱۹ ، ۳۷ ، ۶۱ ، ۹۱ و ... مشاهده می شود |

فرم شبکه مثلثی، با شعاع دایره برابر با جداسازی آنها، یک شبکه دوایر همپوشان هفتگانه نام دارد. این شامل ۶ حلقه است که در یک نقطه با هم تلاقی دارند و هفتمین دایره با محوریت مرکزی در آن قرار دارد.
دوایر همپوشانی با سازه های هندسی مشابه از زمان های بسیار قدیم در موارد مختلفی از هنرهای تزئینی به دفعات مورد استفاده قرار گرفته اند. این الگو طیف گسترده ای از استفاده در فرهنگ عامه، در مد، جواهرات، خالکوبی و محصولات تزئینی یافته است. 

### اهمیت فرهنگی

#### خاور نزدیک
قدیمی ترین پیدایش شناخته شده از الگوی "حلقه های همپوشانی" مربوط به قرن هفتم یا ششم قبل از میلاد مسیح است که در آستانه کاخ پادشاه آشوربانی‌پال در خورس‌آباد (در حال حاضر در لوور) یافت می شود.
این طرح در سده های ابتدایی دوره مشترک گسترده‌تر می شود. یک نمونه اولیه، پنج الگوی ۱۹ دایره ای است که روی ستون های گرانیتی در معبد اوزیریس در آبیدوس، مصر و پنج ستون دیگر در ستون مقابل ساختمان بنا شده‌است. آنها به رنگ دریای قرمز کشیده شده‌اند و برخی از آنها بسیار ظریف و دشوار در تشخیص هستند. الگوها گرافیتی هستند و در زیور آلات بومی مصر یافت نمی‌شوند و عمدتاً مربوط به قرون اولیه مسیحی می‌باشند، گرچه منشأ قرون وسطایی یا حتی مدرن (اوایل قرن بیستم) آنها را با اطمینان نمی توان رد کرد، زیرا نقاشی ها در لیست های گسترده نقاشی های گرافیتی در معبد توسط مارگارت موری در سال ۱۹۰۴ ذکر نشده اند.
الگوهای مشابه گاهی در انگلستان به عنوان علامت های اتروپرواییک برای جلوگیری از ورود جادوگران به ساختمان ها استفاده می شد. صلیب های متقاطع نشانگر نقاط، در کلیساهای مسح شده با آب مقدس در هنگام وقف کلیساها نیز شکل دوایر متداخل دارند. 
در هنر اسلامی، این الگو یکی از چندین چیدمان دوایر است. (بقیه برای طرح های چهارگانه یا پنجگانه استفاده می شوند) که برای ساخت شبکه ها برای الگوهای هندسی اسلامی مورد استفاده قرار می‌گیرد. از آن برای طراحی الگوهای با ستاره های ۶ و ۱۲ و همچنین شش گوش در سبکی به نام گره-هنرایرانی استفاده می شود. الگوهای به دست آمده، با این وجود از لحاظ کاراکتری، شبکه ساخت و ساز را پنهان می کند ، و در عوض طرحی از تسمه های درهم تنیده شده الگوهای واسط اسلامی ارائه می‌دهد.

## اروپا
الگوهای هفت حلقه متداخل در یک فنجان Cypro-Archaic I قرن هشتم و هفتم قبل از میلاد در قبرس  و موزائیک های رومی، به عنوان مثال در کاخ هرود در قرن اول قبل از میلاد یافت شده اند. آنها همچنین در معبد هندو در Prambanan در جاوا دیده می شوند. این طرح بر روی یکی از پلاک های نقره ای تخته سنگ اواخر رومی Kaiseraugst (کشف شده در سال ۱۹۶۱) مشاهده می شود. بعداً به عنوان طرح های زینتی در معماری گوتیک، و اخیراً در هنرهای عامیانه اروپا از اوایل دوره مدرن قابل مشاهده هستند.
نمونه های قرون وسطایی بالا شامل آسفالت Cosmati در Westminster Abbey (قرن سیزدهم) است. لئوناردو داوینچی صریحاً در مورد نسبت ریاضی طرح صحبت کرده است.

## استفاده مدرن

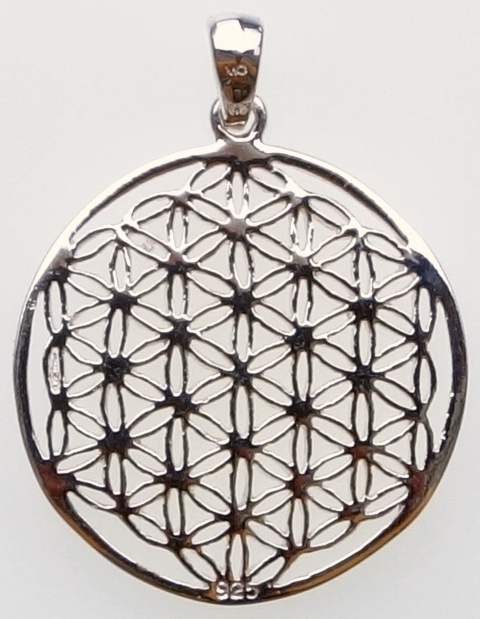
دایره ۱۹ با قوس آویز ، نقره ، ۲۷ پوند میلی متر (محصول تجاری ، ۲۰۱۳)

"گل زندگی" نام جدیدی است که با جنبش عصر جدید همراه است و عموماً به درانوالو ملکیزدک در کتابش با نام «راز باستانی گل زندگی» (۱۹۹۹) نسبت داده شده است.
این الگو و نام امروزی در فرهنگ عامه، مد، جواهرات، خال کوبی ها و محصولات تزئینی در طیف گسترده ای از کاربردها گسترش یافته است. الگوی موجود در لحاف، حلقه عروسی الماس یا حلقه عروسی مثلث نامیده می شود تا با الگوی مربع در تضاد باشد. علاوه بر استفاده گاه به گاه در مد از آن در هنرهای تزئینی نیز استفاده می شود. به عنوان مثال، آلبوم (2013) Sempiternal توسط Bring Me the Horizon از شبکه با ۶۱ دایره همپوشان به عنوان ویژگی اصلی کاور آلبوم خود استفاده می کند  در عین حال، آلبوم A Head Full of Dreams (۲۰۱۵) توسط Coldplay شبکه ای از ۱۹ دایره همپوشان به عنوان قسمت مرکزی جلد آلبوم آن استفاده کرده است. پوسترهای تبلیغاتی تیزر که جلد هنری را با عنوان A Head Full of Dreams در آخرین هفته اکتبر ۲۰۱۵ به طور گسترده در متروی لندن به نمایش درآمد.
نماد "Sun of the Alps" ( ایتالیایی Sole delle Alpi) از دهه ۱۹۹۰ به عنوان نشان ملی گرایی پدانی در شمال ایتالیا مورد استفاده قرار گرفته است. و شبیه الگویی است که اغلب در آن منطقه روی ساختمانها مشاهده می شود.

## نگارخانه
نوع شش ضلعی ۱ ، ۷ و ۱۹ دایره ای

در مثالهای زیر الگوی دارای یک طرح شش ضلعی است، و بیشتر به تصویر کشیده شده است. 

۱ دایره با قوس های کامل
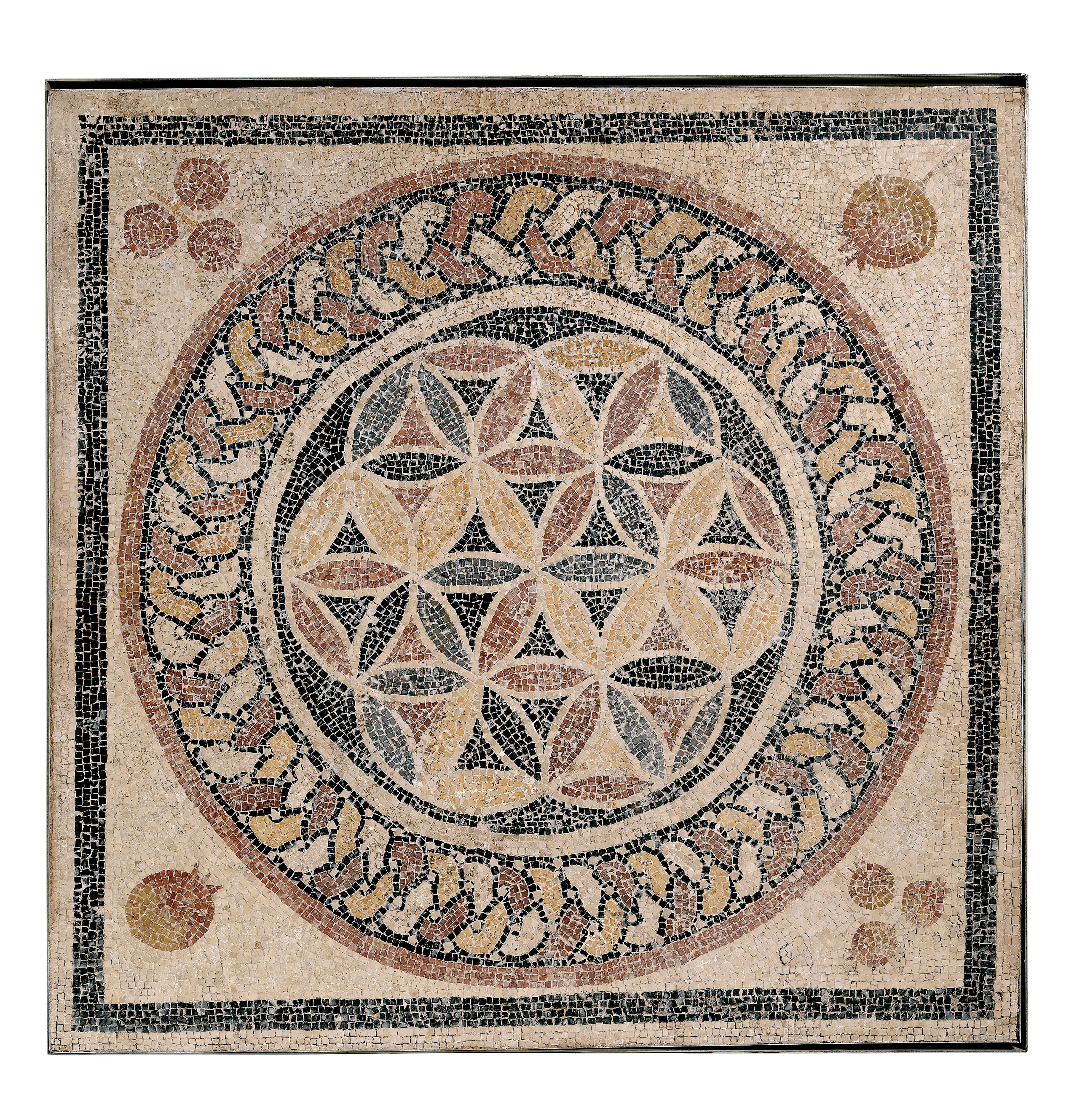
۷ دایره: کف موزاییک از حمام در کاخ هرود ، قرن اول قبل از میلاد
نماد ۱۹ دایره ای با قوس های کامل در دایره بزرگتر
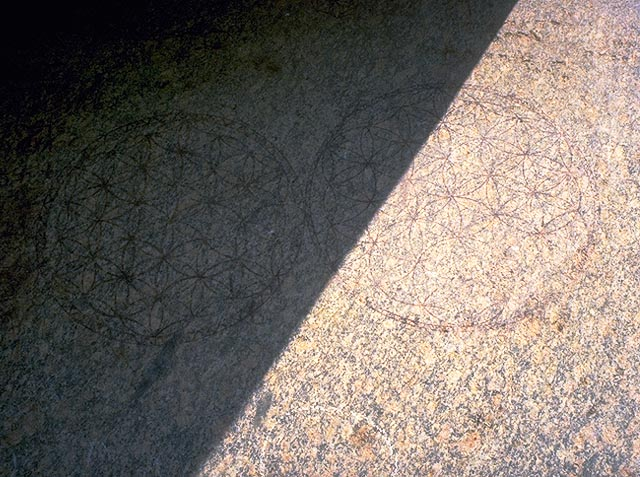
دایره ۱۹: دو نماد که در معبد اقیانوس قرمز در اوسیریس در آبیدوس ، مصر کشیده شده است
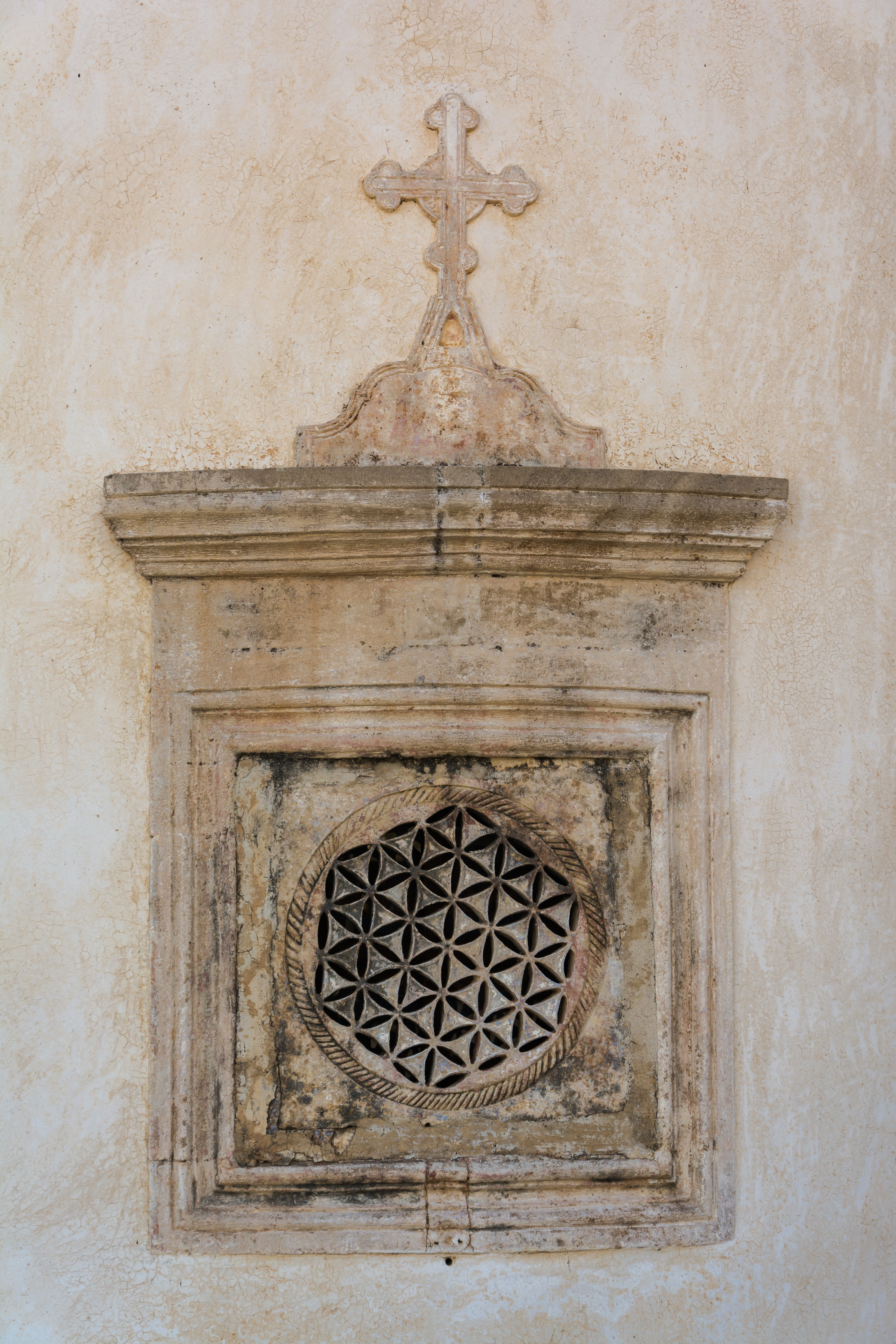
دایره ۱۹: پنجره ای در apsis جنوبی کلیسای صومعه Preveli (مونی Preveli) کرت.
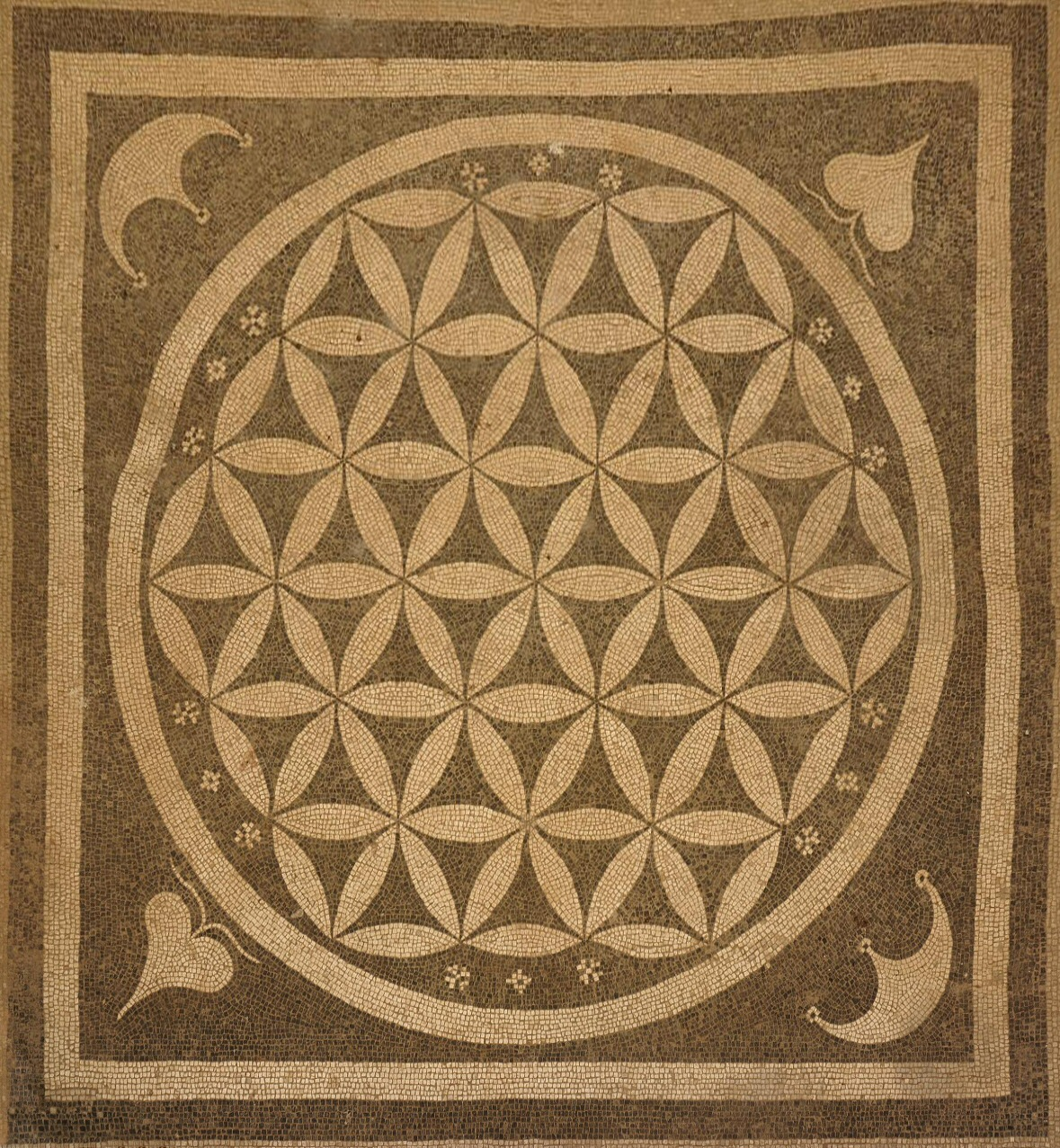
دایره 19: از افسس ، ترکیه

الگوهای مشابه

در مثالهای زیر الگوی طرح شش ضلعی ندارد. 

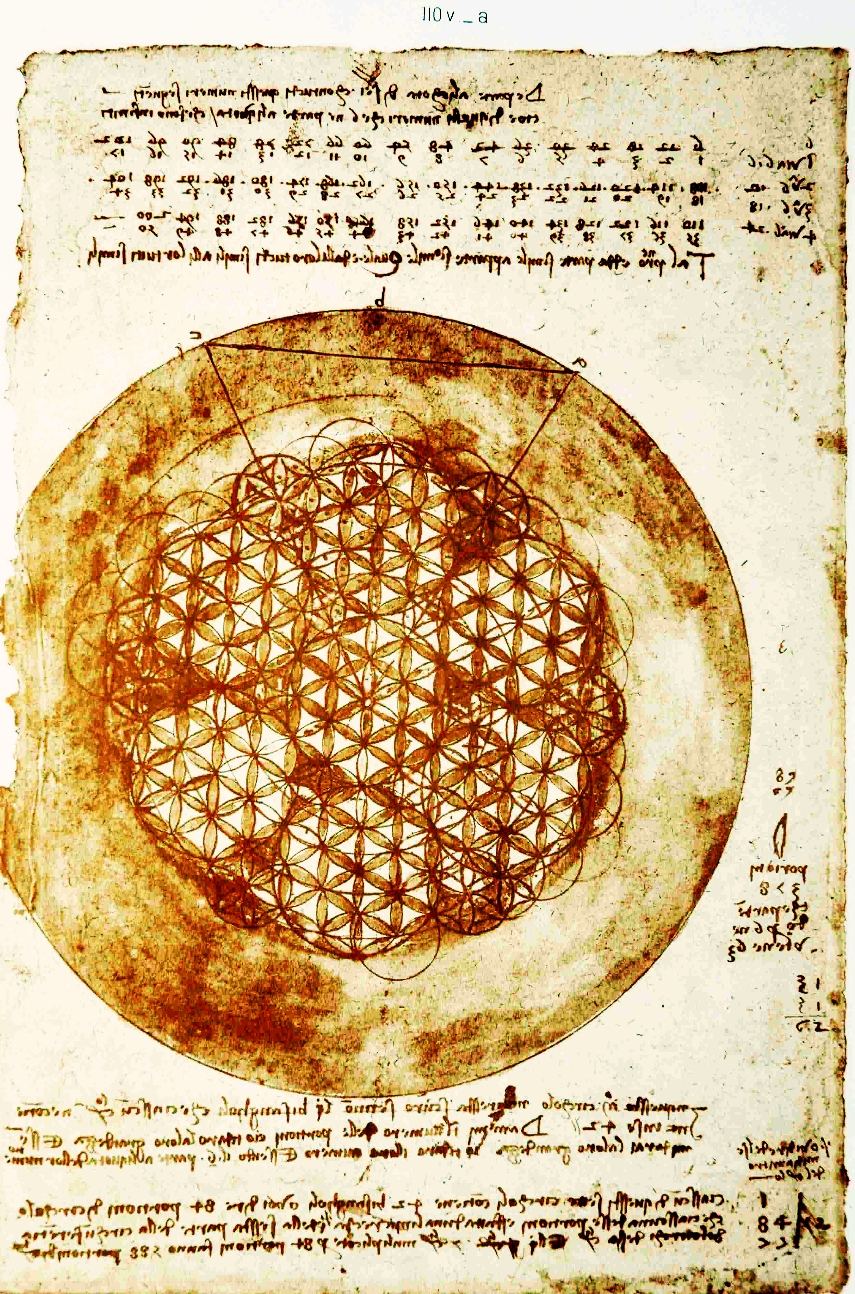
طراحی توسط لئوناردو داوینچی ( Codex Atlanticus ، مرد 307v)
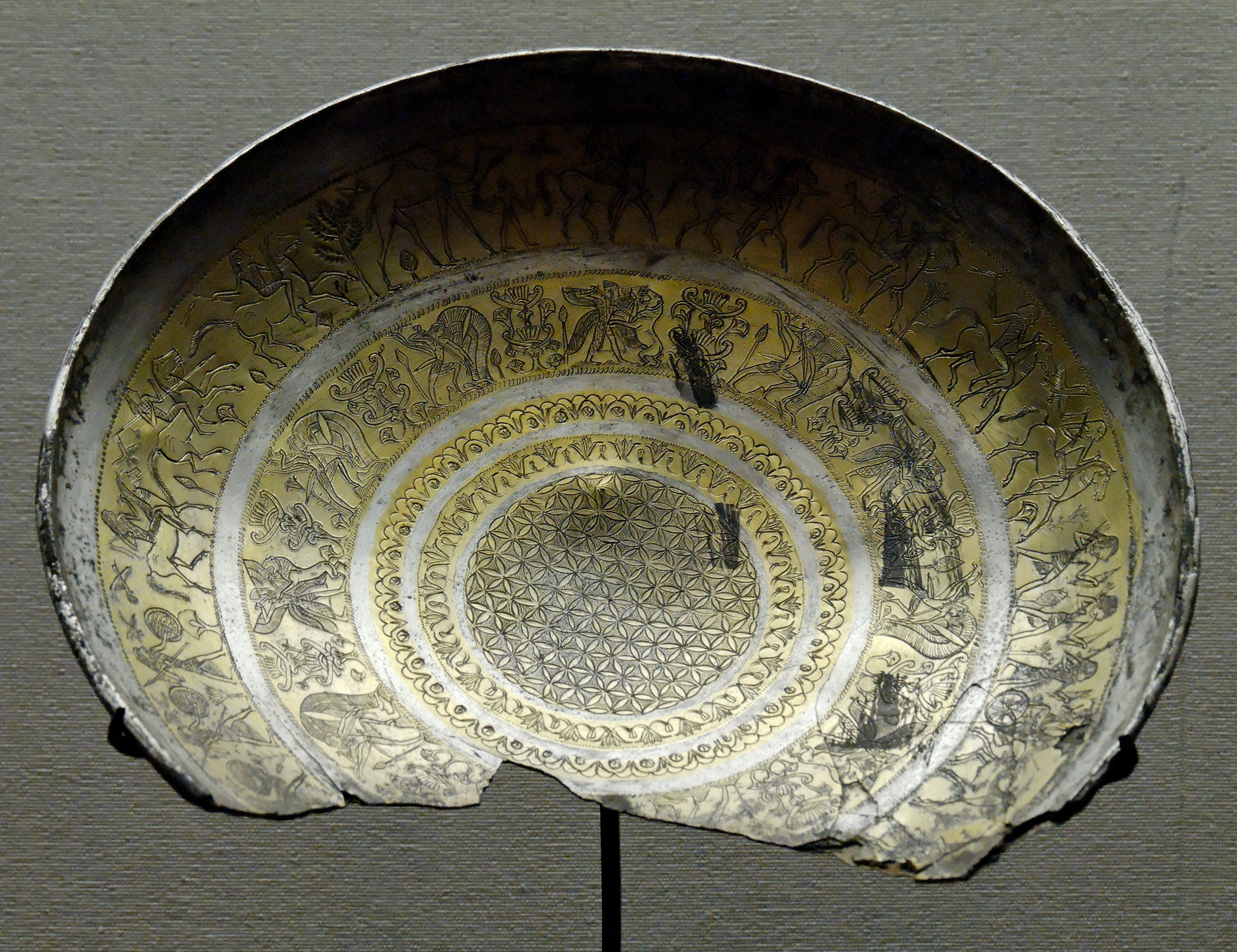
جام با صحنه های اساطیری ، دیوانه ابوالهول و نمایندگی پادشاهی که دشمنان خود را پیروز می کند. Cypro-Archaic I (قرن ۸ تا ۷ قبل از میلاد). از Idalion ، قبرس .
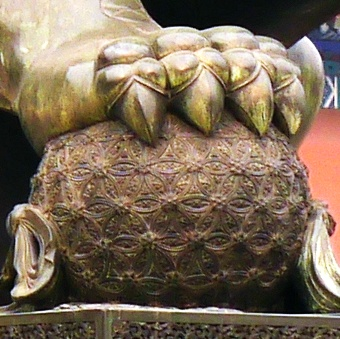
توپ که توسط شیر نگهبان امپریال شیر در دروازه Supreme Harmony ، شهر ممنوعه ، پکن ، چین برگزار می شود ، الگوی هندسی موجود در سطح آن را نشان می دهد.
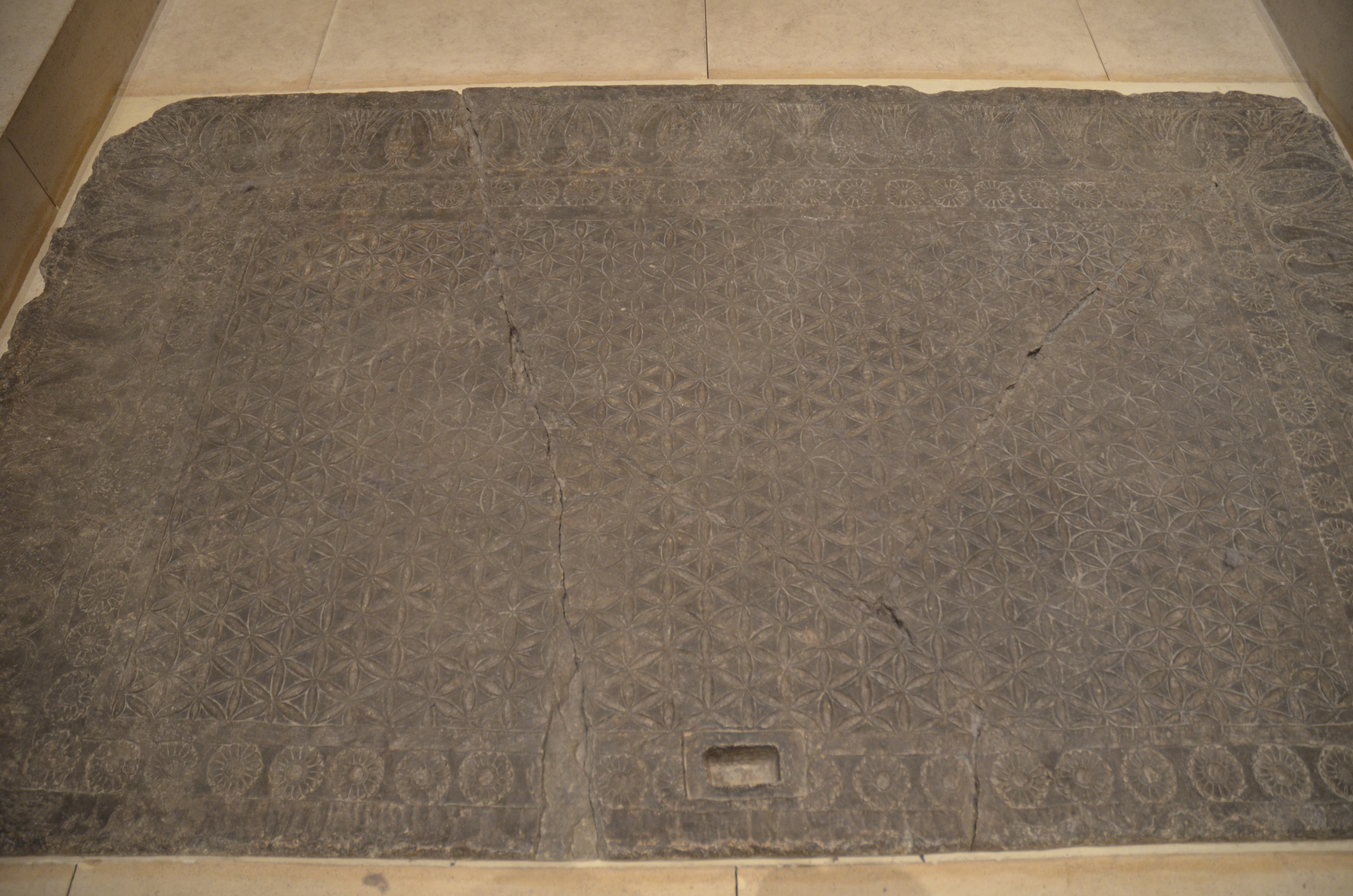
دکوراسیون کف از کاخ شمال عراق پادشاه آشوربانیپال ، در موزه لوور ، مورخ 645 ق.م. قابل مشاهده است.
نماد "خورشید از آلپ" توسط Lega Nord استفاده شده است

## ساخت و ساز
مارتا بارتفلد، نویسنده کتاب های آموزش هنر هندسی، کشف مستقل خود را از این طرح در سال ۱۹۶۸ تشریح کرد. در تعریف اصلی وی می گوید: «این طرح شامل دایره هایی با شعاع ۱ اینچی است که هر نقطه تقاطع به عنوان یک مرکز جدید عمل می کند. این طرح می تواند بصورت نامتناهی بسته به تعداد دفعاتی که نقاط فرد علامت زده می شوند، گسترش یابد.»
شکل الگو را می توان با استفاده از قلم و پرگار، با ایجاد چندین سری از دایره های در هم تنیده به قطر مشابه با مرکز دایره قبلی، ترسیم نمود. دایره دوم در هر نقطه از دایره اول محور است. همه دوایر دیگر متمرکز بر تقاطع دو دایره قبلی خود هستند.

## توالی ها
همانطور که نشان داده شده است، این الگوی را می توان در حلقه های شش ضلعی متحدالمرکز متحرک به بیرون گسترش داد. ردیف اول حلقه ای از دوایر را نشان می دهد. ردیف دوم تفسیر سه بعدی از یک مجموعه مکعب n×n×n از کره های قابل مشاهده از یک محور مورب را نشان می دهد. ردیف سوم الگوی تکمیل شده با قسمتی کمان های دایره را در مجموعه ای از حلقه های تکمیل شده نشان می دهد.
مجموعه های در حال گسترش دارای دایره های ۱ ، ۷ ، ۱۹ ، ۳۷ ، ۶۱ ، ۹۱ ، ۱۲۷ و غیره هستند و حلقه های شش ضلعی بزرگتر همچنان ادامه دارند. تعداد دایره ها عبارنتد از :
n3-(n-1)3 = 3n2-3n+1 = 3n(n-1)+1
این دوایر همپوشانی همچنین می تواند به صورت تجسم یک مکعب n واحدی از کره در فضایی ۳ بعدی، که در محور مورب سایه می اندازد، مشاهده شود. کُره های بیشتری نسبت به حلقه ها وجود دارد زیرا برخی در ۲ بعد با هم همپوشانی دارند. 
| ۱ دایره       | ۷ دایره (۸-۱) | ۱۹ دایره (۲۷-۸) | ۳۷ دایره (۶۴-۲۷) | ۶۱ دایره (۱۲۵-۶۴) | ۹۱ دایره (۲۱۶-۱۲۵) | ۱۲۷ دایره (۳۴۳-۲۱۶) |
| ------------- | ------------- | --------------- | ---------------- | ----------------- | ------------------ | ------------------- |
|               |               |                 |                  |                   |                    |                     |
| ۱-کره (۱×۱×۱) | ۸-کره (۲×۲×۲) | ۲۷-کره (۳×۳×۳)  | ۶۴-کره (۴×۴×۴)   | ۱۲۵-کره (۵×۵×۵)   | ۲۱۶-کره (۶×۶×۶)    | کره 343 (۷×۷×۷)     |
|               |               |                 |                  |                   |                    |                     |
| +۱۲ کمان      | +۲۴ کمان      | +۳۶ کمان        | +۴۸ کمان         | +۶۰ کمان          | +۷۲ کمان           | +۸۴ کمان            |
|               |               |                 |                  |                   |                    |                     |

شکل شبکه مثلثی دیگری که متداول است جداسازی دایره به عنوان ریشه مربع ۳ برابر شعاع آنها است. ریچارد کرشنر در سال ۱۹۳۹ نشان داد که هیچ ترتیب دایره ای نمی‌تواند هواپیما را به طور مؤثرتر از این چیدمان شش ضلعی مشبک بپوشاند.

دو نسخه افست از این الگوی دایره الگوی کاشی کاری رومی ایجاد می کند، در حالی که سه نسخه الگوی مثلث اصلی را ایجاد می کند. 

نمونه ۱۹ دایره
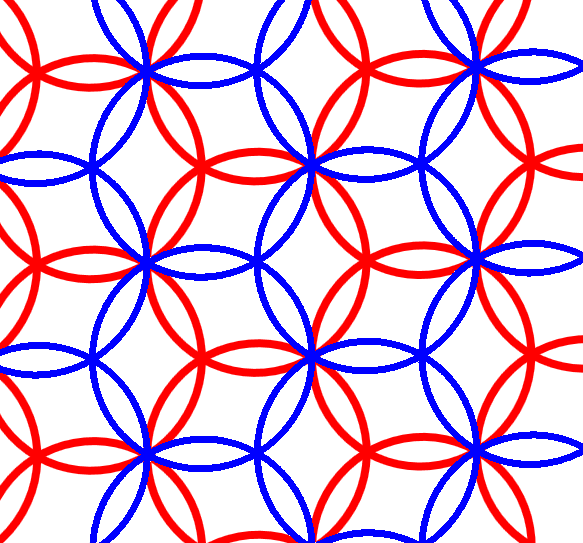
دو نسخه افست از الگوی دایره پوشش حداقل (سمت چپ) ، مانند این نسخه قرمز ، آبی ، الگوی کاشی کاری رومی ایجاد می کند.
سه نسخه افست از الگوی دایره پوشش حداقل (از سمت چپ تصویر) از الگوی ۷ دایره ای استفاده می کند ، مانند این نسخه قرمز ، سبز ، آبی.
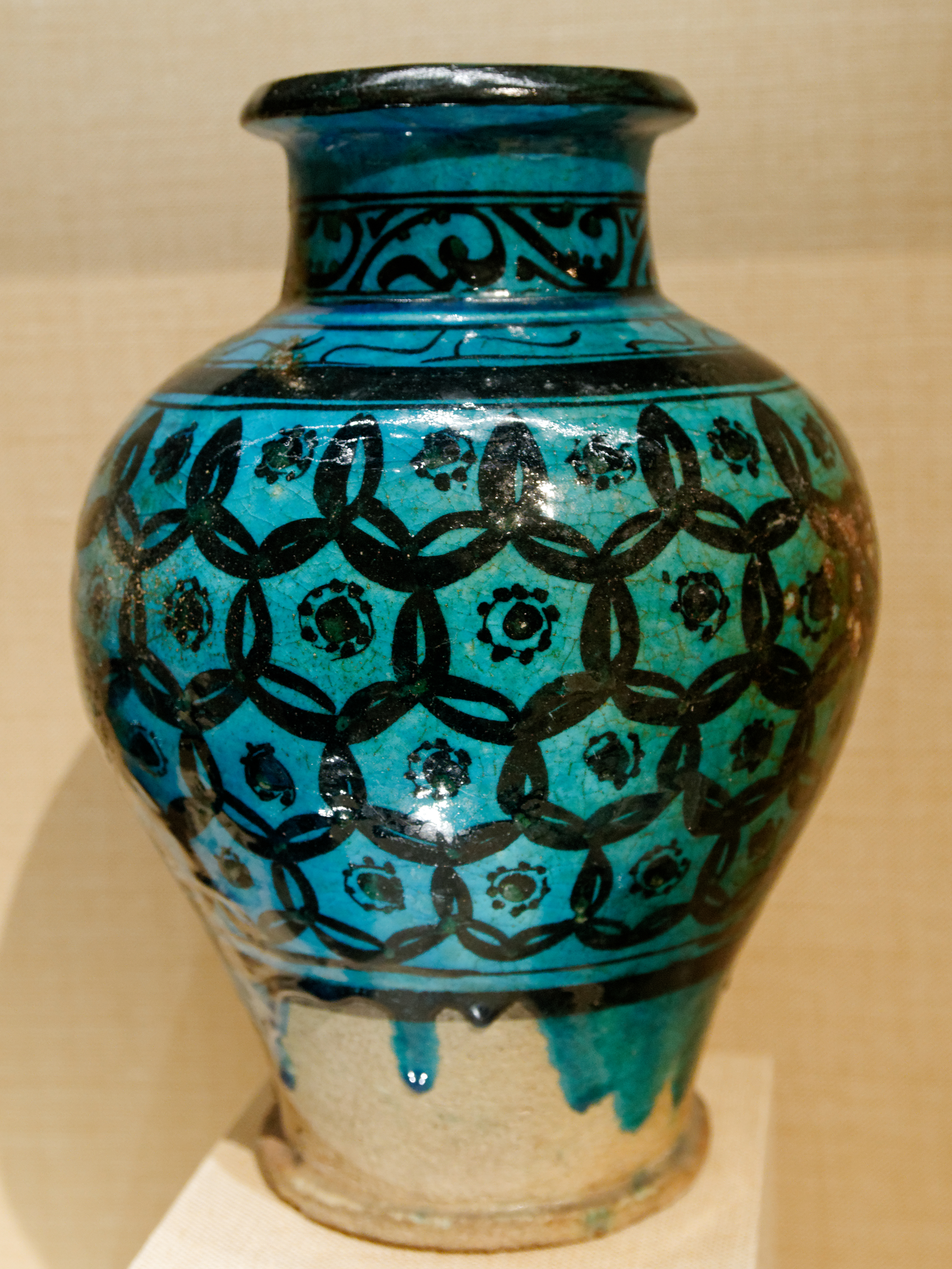
نمونه ای در کوزه لعاب دزدکی شده ایوبید رقه . سوریه ، قرن دوازدهم / سیزدهم
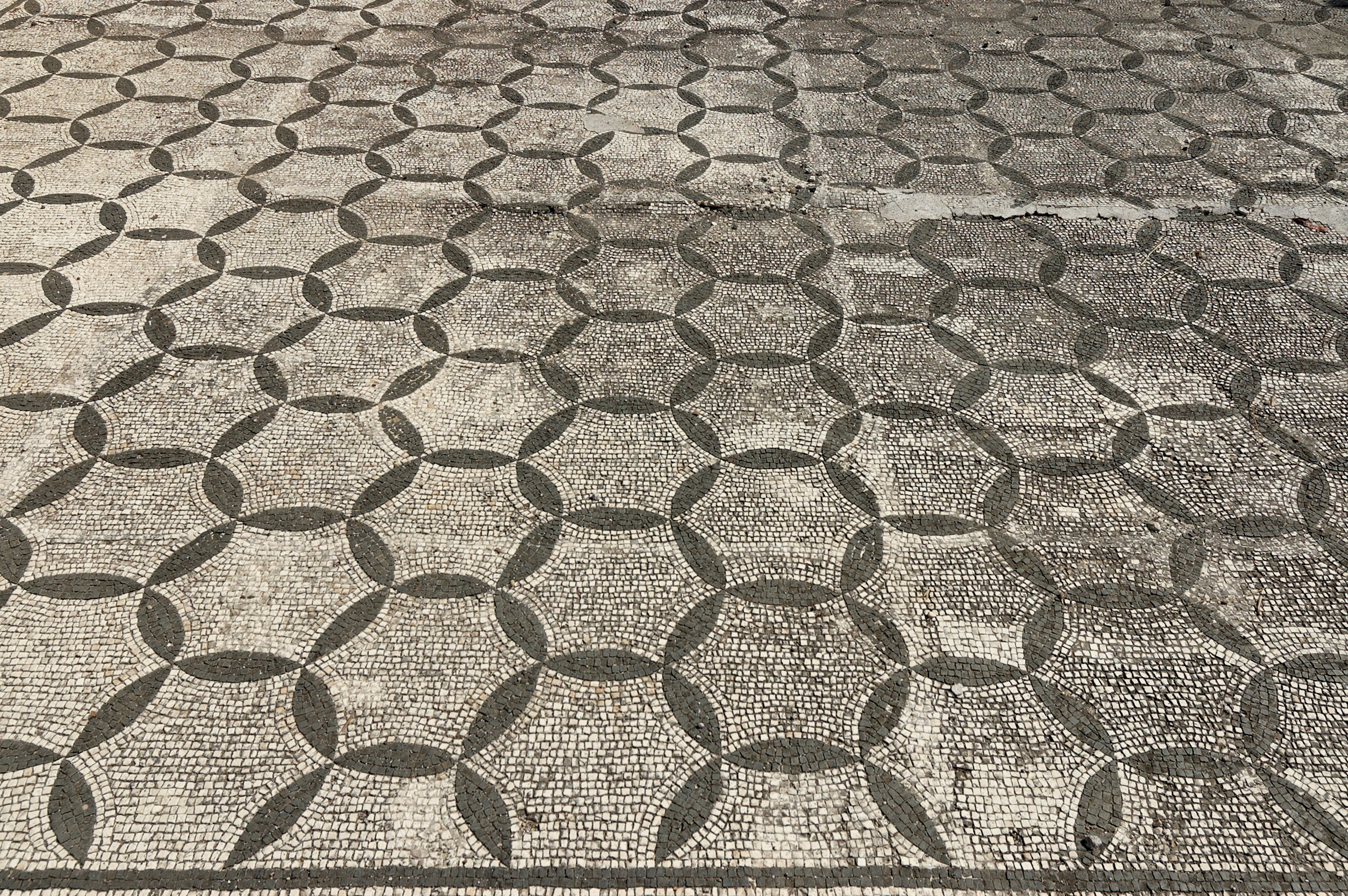
روسازی موزاییک سیاه و سفید در ویلا هادریان ، تیوولی ، قرن دوم میلادی